# قناديل العشاق (مسلسل)
قناديل العشاق مسلسل 30حلقة (عرض ثاني) مسلسل بيئة شامية عُرض في رمضان على عدد من القنوات ولاقى متابعة جماهيرية كبيرة 
يعتمد على فترة تاريخية "1734" وهي الفترة التي سبقت دخول «أسعد باشا العظم» إلى دمشق وهي فترة قلّ فيها الأمن وسادت الفوضى، قصة العمل بشكل عام بُنيت على القواعد الرومانسية تدمج الخيال السردي في الواقع التاريخي مرتكزة على حقيقة المجتمع الدمشقي والبعيد بميله وطبعه عن العنف، يعتمد العمل على البطولة النسائية فالبطولة الكاملة لإيف وديب
«إيف» (سيرين عبد النور) الفتاة القادمة من جبل لبنان والتي تدير ماخور «كوكب» التي بلغت سن لا يسمح لها بذلك..اشتهر سيطها في أرجاء الشام فهي تقدم «العروض الغنائية» بصوتها الجميل وفرقتها الساحرة، وهناك يولد حبها لديب ( محمود نصر ) العتال الفقير البسيط الذي اشتهر بقوته في كل دمشق ليواجه بكل بساطته طغيان السحر والجمال فيغيره الحب. 
تجسد إيف حياة المرأة المظلومة التي عضها الدهر بنابه وساقتها الظروف لتكون في موقعها، نحن أمام قصة حب كبيرة تحيطها الحكايات التي تخدم السياق الدارمي العام، هي قصة متخيلة وقعت في زمن مادي مكان وتاريخ وحدث سياسي.
يسعى معظم شخوص العمل إلى البحث عن الحب في جو مشحون بالكراهية حيث رجال الانكشارية والدالاتيه واليارليه يعيثون فساداً في مدينة يدافع بسطائها عن لقمة عيشهم بينما يجمع مترفيها المزيد من المال مستغلين حالة الفوضى العامة.
قناديل العشاق صرخة شامية..أن تحب يعني أنك ما زلت على قيد الحياة..ما زلت موجوداً، ولو دفع بعض شخوص العمل حياتهم ثمناً لحالة الفوضى ولكن قناديل العشاق لن تنطفئ الحب ما زال موجوداً وسينتصر....
تأليف: خلدون قتلان
إخراج: سيف الدين سبيعي
بطولة: سيرين عبد النور – محمود نصر – رفيق علي أحمد – ديمة قندلفت – وفاء موصللي – حسام تحسين بك – صباح بركات – خالد القيش – أمانة والي – حسن عويتي– محمد خير الجراح– فايز قزق– محمد حداقي– جلال شموط وغيرهم.

## عن المسلسل
تدور أحداث المسلسل في الفترة التي سبقت دخول أسعد باشا العظم إلي دمشق عام 1734م حينها كان أهل الشام يعانون من انعدام الأمن والفقر بسبب الممارسات الظالمة للانكشارية الذي كان يسيطر على المدينة، وتدور الأحداث في إطار رومانسي حول فتاة يهودية تهرب من الحرب في لبنان إلى الشام وهناك تتعرف على شاب بسيط الحال تتعلق بحبه، في الوقت الذي تعمل فيه ببار حتى تتمكن من إعالة نفسها.

## بطولة
| سيرين عبد النور | لبنان |
| محمود نصر       | سوريا |
| ريم نصر الدين   | سوريا |
| خالد القيش      | سوريا |
| ديمة قندلفت     | سوريا |
| محمد حداقي      | سوريا |
| رفيق علي أحمد   | سوريا |
| صباح بركات      | سوريا |
| جلال شموط       | سوريا |
| علي كريم        | سوريا |
| وفاء موصللي     | سوريا |
| محمد خير الجراح | سوريا |
| نجاح سفكوني     | سوريا |
| روعة ياسين      | سوريا |
| رامز الأسود     | سوريا |
| شادي الصفدي     | سوريا |
| مصطفى سعد الدين | سوريا |
| مؤيد خراط       | سوريا |
| حسام تحسين بيك  | سوريا |
| حسن عويتي       | سوريا |
| فايز قزق        | سوريا |
| ميريام عطا الله | سوريا |
| أمانة والي      | سوريا |
| سارة فرح        | سوريا |